# Allocasuarina decaisneana
Espèce
Allocasuarina decaisneana est une espèce d'arbre, proche des filaos, originaire d'Australie.
il est nommé chêne du désert  en Australie dans les territoires du nord autour d'Uluru et d'Alice Springs . le nom aborigène est Kurkara
C'est un arbre de taille moyenne (5 à 15 mètres de haut pour 3 à 8 mètres de diamètre), à croissance lente des régions désertiques du Territoire du Nord, de l'Australie-Méridionale et de l'Australie-Occidentale.
Les jeunes arbres ont un port étroit, un tronc gris et un feuillage retombant plumeux. À l'âge adulte ils sont plus larges et ont un feuillage plus touffu. Les fleurs sont unisexuées.
C'est le seul membre de sa famille poussant au centre de l'Australie et ses grands cônes cylindriques sont les plus grands dans sa famille.
Il supporte le feu.
Il peut se propager par semis, mais il est difficile à cultiver en dehors de son environnement naturel.

## Galerie

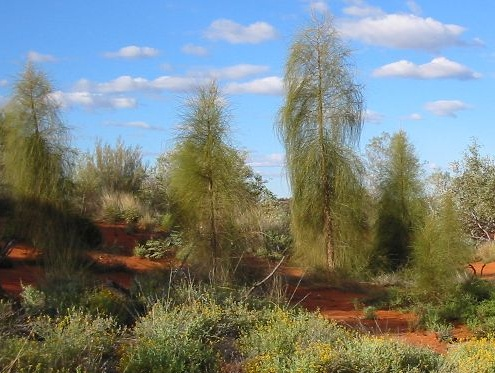
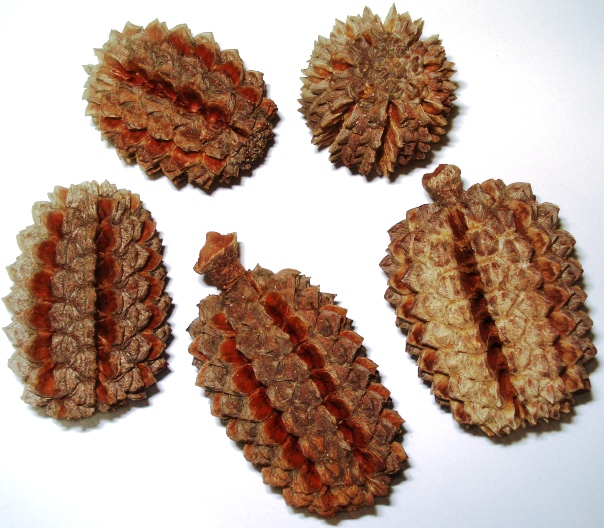
fruits.